# Standaardbasis

In de lineaire algebra, een deelgebied van de wiskunde, bestaat de standaardbasis, natuurlijke basis of kanonieke basis van een euclidische ruimte uit de eenheidsvectoren. In {\displaystyle n} dimensies zijn dat de vectoren {\displaystyle \mathbf {e} _{i}} gedefinieerd door:
{\displaystyle {\begin{matrix}\mathbf {e} _{1}&=&(1,0,0,\ldots ,0,0),\\\mathbf {e} _{2}&=&(0,1,0,\ldots ,0,0),\\&\vdots &\\\mathbf {e} _{n}&=&(0,0,0,\ldots ,0,1)\end{matrix}}}
De vectoren in de standaardbasis wijzen in de richting van de assen van het gebruikte cartesische coördinatenstelsel. De namen van de vectoren in deze basis worden in het geval van twee of drie dimensies vaak met een enkele letter aangegeven. De standaardbasis voor het euclidische vlak bijvoorbeeld bestaat uit de vectoren
{\displaystyle \mathbf {i} =(1,0),\quad \mathbf {j} =(0,1)}
en de standaardbasis voor de driedimensionale ruimte bestaat uit de vectoren
{\displaystyle \mathbf {i} =(1,0,0),\quad \mathbf {j} =(0,1,0),\quad \mathbf {k} =(0,0,1)}
Iedere vector {\displaystyle \mathbf {a} } in drie dimensies is bijvoorbeeld een lineaire combinatie van de vectoren {\displaystyle \mathbf {i} ,\ \mathbf {j} } en {\displaystyle \mathbf {k} } uit de standaardbasis. De lengte van de drie vectoren {\displaystyle \mathbf {a} _{x},\ \mathbf {a} _{y}} en {\displaystyle \mathbf {a} _{z}} in de figuur zijn de drie coördinaten waarmee de vector {\displaystyle \mathbf {a} } is bepaald.